# Житомирське товариство «Просвіта»
Житомирське товариство «Просвіта» — громадська організація, що діяла в м. Житомир 1907–12 і 1917–20.
За статутом, зареєстрованим 26 лютого 1907, діяльність товариства мала поширюватися на територію Волинської губернії. Перший голова товариства — поетеса О.Кравченко (Орловська), згодом — Л.Курек-Волошка. Активними членами товариства були: етнограф В.Кравченко, літературознавець М.Гладкий, письменники К.Поліщук, В.Морозівна, Я.Савченко, голова губернської земської управи І.Любинецький.
Осн. діяльність протягом 1907–12 — проведення літ.-муз. вечорів, постановка спектаклів, відзначення шевченківських дат, поширення укр. книг. Чл. товариства М.Гладкий працював над створенням підручників з української мови. Товариство мало б-ку та книгарню, зробило безуспішну спробу перейменувати вул. Базарну на вул. Т.Шевченка (1910). Тісні зв'язки підтримувалися з товариствами Києва, Львова (див. Просвіти).
Волин. губернське жандармське управління (див. Жандармерія) вбачало в діяльності товариства ознаки політ. спрямованості, тому здійснювало негласний нагляд за його роботою. 28 квіт. 1912 київ. ген.-губернатор заборонив діяльність товариства. К.Поліщука було переведено на службу до Кременецької повітової земської управи, В.Кравченка — до повітової земської управи м. Ковров (нині місто Владимирської обл., РФ).
14 берез. 1917 знову зареєстроване в міській думі. Налічувало 450 чл., мало 4 секції: книжкову, лекційну, артистичну, госп.; 6 філій у губернії. До ради товариства входили: Є.Ненадкевич (голова), П.Абрамович, М.Хомичевський (Борис Тен), С.Підгірський, С.Кушко. Активну участь у роботі брали В. Я. Гнатюк, В.Гайдученко, В.Кравченко. Осн. видами діяльності були бібліотечна та видавнича справи. При товаристві утворено групу, що займалась укладанням «Короткого русько-українського словника» (ред. колегія: В.Вікторовський, В.Кравченко, В. Я. Гнатюк, Є.Ненадкевич, Н.Обрамович).
Товариство одним з перших підтримало Українську Центральну Раду, згодом — I Універсал УЦР (див. Універсали Української Центральної Ради). Члени товариства П.Касьяненко, С.Підгірський обиралися до УЦР. Чл. Житомир. «Просвіти» брали активну участь у роботі 1-го (20–23 верес. 1917) та 2-го (3–5 листоп. 1918) Всеукр. з'їздів «Просвіти». На 1-му Всеукр. з'їзді «Просвіти» орг-цію представляла М.Луцкевич. Ж.т. «П.» співпрацювало з Українським військовим клубом імені гетьмана Павла Полуботка, Товариством українських поступовців, брало активну участь у роботі ради громад. орг-цій.
Статут товариства, затверджений у серп. 1919, визначав метою орг-ції розвиток громад. та нац. свідомості укр. народу. Останні згадки про діяльність товариства припадають на серпень 1920. Згодом воно було ліквідоване радянською владою.